# الحطاب الصفيحي من أوز
الحطاب الصفيحي من أوز (بالإنجليزية: The Tin Woodman of Oz)‏ هي القصة الثانية عشرة ضمن كتب أرض بقلم ليمان فرانك بوم و نشرت في 13 مايو 1918. حيث يجتمع الحطاب الصفيحي مع نيمي أمي والتي كانت حبيبته من زمن كان فيه من لحم ودم. وهذه القصة هي قصة خلفية لقصة ساحر أوز العجيب.
أهدي الكتاب لحفيد المؤلف فرانك ألدن بوم.